# Богоя Секулов
Богоя Секулов (Секулев) Стоянов е български революционер, деец на Вътрешната македоно-одринска революционна организация.

## Биография
Богоя Секулов е роден през 1866 година в крушевското село Горно Дивяци, тогава в Османската империя. Присъединява се към ВМОРО. Взима участие в Илинденско-Преображенското въстание през лятото на 1903 година. Участва в нападението на Крушево, като част от II отряд на Иван Наумов – Алябака, който се сражава при османските казарми.
На 14 май 1943 година, като жител на Горно Дивяци, подава молба за народна пенсия, която е одобрена и отпусната от Министерския съвет на Царство България.